# Ankica Lepej

Ankica Anita Lepej (1948. – Zagreb, 18. siječnja 2022.) bila je hrvatska bankovna službenica. Javnosti je poznata po otkrivanju tajnog bankovnog računa i sredstava Ankice Tuđman, supruge prvog hrvatskog predsjednika.
Godine 1998. otkrila je da je Ankica Tuđman, supruga prvog predsjednika Hrvatske, položila 210 000 njemačkih maraka i 15 000 dolara na neprijavljeni bankovni račun. Banka je u Jutarnjem listu ponudila nagradu od milijun kuna za bilo kakvu informaciju o zviždaču. Lepej se sama prijavila odvjetniku, ali je ipak dobila otkaz u banci (samo 11 mjeseci do mirovine) i bila uhićena. Optužbe su u konačnici odbačene. Podrška javnosti bila je velika, kako s potpisivanjem peticije (suorganizator je bio Vlado Gotovac), tako i u medijima (Latinica).
Njezin suprug bio je žrtva[nedostaje izvor] korupcije u privatizaciji i obitelj je bila primorana prodati stan kako bi preživjela. Grad Zagreb im je 2006. omogućio smještaj u javnim stambenim objektima.
Napisala je knjigu Istina – savjest iznad bankarske tajne u kojoj je opisala svoje iskustvo.
Patila je od dugotrajnih zdravstvenih komplikacija povezanih s rakom. Umrla je od komplikacije COVID-19 u Zagrebu 18. siječnja 2022., tijekom pandemije COVID-19 u Hrvatskoj. 
Grad Zagreb donio je odluku da se jedna ulica nazove po Ankici Lepej. Dana 19. listopada 2024. svečano je otvoreno Šetalište Ankice Lepej u zagrebačkom naselju Gajnice, gdje je jedno vrijeme živjela i radila u poslovnici Zagrebačke banke kad je otkrila tajni račun Ankice Tuđman.